# Súdovce
Súdovce (allemand : Sudowatz,  hongrois : Szúd) est un village de Slovaquie situé dans la région de Banská Bystrica.

## Histoire
Première mention écrite du village en 1244.

## Démographie

### Évolution de la population
| Année:               | 1994. | 2004.   | 2014.   | 2024.   |
| -------------------- | ----- | ------- | ------- | ------- |
| Nombre de personnes: | 210   | 205     | 219     | 210     |
| Différence:          |       | -2,38 % | +6,82 % | -4,10 % |

| Année:               | 2023. | 2024. |
| -------------------- | ----- | ----- |
| Nombre de personnes: | 210   | 210   |
| Différence:          |       | +0 %  |